# Юніон-Гілл (Іллінойс)
Юніон-Гілл (англ. Union Hill) — селище (англ. village) в США, в окрузі Канкакі штату Іллінойс. Населення — 55 осіб (2020).

## Географія
Юніон-Гілл розташований за координатами 41°6′30″ пн. ш. 88°8′46″ зх. д. / 41.10833° пн. ш. 88.14611° зх. д. (41.108429, -88.146178).  За даними Бюро перепису населення США в 2010 році селище мало площу 0,12 км², уся площа — суходіл.

## Демографія
Згідно з переписом 2010 року, у селищі мешкало 58 осіб у 25 домогосподарствах у складі 16 родин. Густота населення становила 498 осіб/км².  Було 27 помешкань (232/км²).
Расовий склад населення:
| - 91,4 % — білих - 8,6 % — чорних або афроамериканців |

До двох чи більше рас належало 0,0 %. Частка іспаномовних становила 0,0 % від усіх жителів.
За віковим діапазоном населення розподілялося таким чином: 24,1 % — особи молодші 18 років, 56,9 % — особи у віці 18—64 років, 19,0 % — особи у віці 65 років та старші. Медіана віку мешканця становила 40,5 року. На 100 осіб жіночої статі у селищі припадало 100,0 чоловіків;  на 100 жінок у віці від 18 років та старших — 100,0 чоловіків також старших 18 років.
Середній дохід на одне домашнє господарство  становив 95 304 долари США (медіана — 111 875), а середній дохід на одну сім'ю — 94 886 доларів (медіана — 116 250). Медіана доходів становила 56 250 доларів для чоловіків та 23 929 доларів для жінок. За межею бідності перебувало 3,5 % осіб, у тому числі 4,5 % дітей у віці до 18 років та 0,0 % осіб у віці 65 років та старших.
Цивільне працевлаштоване населення становило 30 осіб. Основні галузі зайнятості: транспорт — 26,7 %, фінанси, страхування та нерухомість — 23,3 %, освіта, охорона здоров'я та соціальна допомога — 16,7 %, роздрібна торгівля — 13,3 %.